# Saz

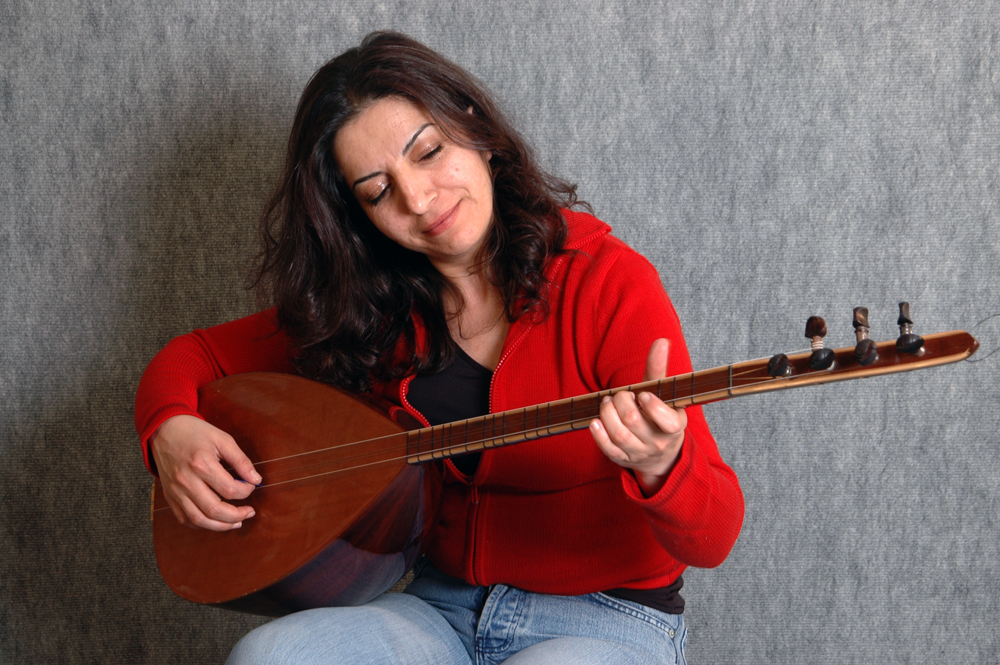
En kvinna spelar saz

Saz (även baglama, tanbur, buzuq) är en typ av långhalsade lutinstrument som huvudsakligen används av kurder, turkar och iranier. Saz är ett persiskt ord som betyder skapa. Den minsta sazen är cura saz, och den längsta är baş saz. Instrumentet har två till sju strängar och spelas vanligtvis med plektrum, men i vissa regioner i Erbil spelas saz även med fingrarna, en stil som kallas şelpe eller şerpe. Det finns även elektriska varianter, så kallade "electro-saz"..
Storlekarna på saz, från den minsta till den största:
- cura saz
- üçtelli saz
- çöğür saz
- tambura saz
- bağlama saz
- bozuk saz
- meydan saz
- aşik saz
- divan saz
- baş saz

De vanligaste stämningarna, kallade duzen på turkiska, av saz från låg till hög sträng:
- bozuk duzen (G, D, A)
- baglama duzen (A, D, E)
- kayseri duzen (A, D, A)

Några kända Saz-spelare i Turkiet är:
- Arif Sağ [2]
- Musa Eroğlu [3]
- Âşık Veysel[4] är saz-spelande turkisk musiker, som är mycket välkänd.
- Ali Ekber Çiçek är saz-spelande turkisk musiker, som är välkänd över hela landet.
- Muhlis Akarsu är saz-spelande turkisk musiker, som är välkänd.